# Lotta Vahlne Westerhäll
Carin Eva-Lotta Vahlne Westerhäll, född 24 maj 1944 i Uddevalla, är en svensk professor i juridik.

## Biografi
Westerhäll blev juris kandidat vid Lunds universitet 1967, och satt därefter ting i Lund och Malmö mellan 1968 och 1970. 1974 blev hon juris licentiat vid Lunds universitet, och utnämndes nästföljande år till lektor vid samma lärosäte. Hon disputerade 1983 för juris doktorsgraden på avhandlingen Sjukdom och arbetsoförmåga : om rätten till sjukpenning och blev samma år docent vid Lunds universitet.
1986 utnämndes hon till professor i offentlig rätt vid Uppsala universitet, men återvände 1989 till Lunds universitet som professor i socialrätt. Hon lämnade Lund 1996 för en professur i offentlig rätt, särskilt socialrätt, vid Göteborgs universitet. I sin forskning har hon fokuserat på frågor rörande socialtjänst, medicinsk juridik och socialförsäkringsrätt, med en särskild inriktning på psykiatrisk tvångsvård och arbetslivsinriktad rehabilitering.
Hon har haft ett antal offentliga uppdrag; exempelvis var hon ledamot av Humanistisk-samhällsvetenskapliga forskningsrådet 1989-1995, och blev 1989 ledamot av Statens råd för kärnavfallsfrågor. Hon har även varit aktiv inom Svenska kyrkan, där hon var ordförande för kyrkoordningskommissionen 1988-1992 och ledamot av Lunds stifts domkapitel 1989-1995.

## Utmärkelser, ledamotskap och priser
- Ledamot av Vetenskapssocieteten i Lund (LVSL, 1993)[5]